# Cambio cognitivo
El cambio cognitivo es el proceso mental la atención es redirigida conscientemente de una fijación a otra. Por el contrario, si este proceso ocurrió de manera inconsciente, entonces es conocido como cambio de tareas. Ambas son formas de flexibilidad cognitiva.
En el marco general de la cognitiva., el cambio cognitivo se refiere a la elección consciente de hacerse cargo de los hábitos mentales y redirigir el foco de atención en direcciones útiles y más exitosas. En el uso específico del término en la metodología de conciencia corporativa, el cambio cognitivo es una técnica orientada al rendimiento para así lograr enfocar la atención en direcciones más alertas, innovadoras, carismáticas y empáticas.

## Orígenes de la terapia cognitiva
En terapia cognitiva, tal como lo desarrolló su fundador Aaron T. Beck y otros, se le enseña a un cliente a cambiar su enfoque cognitivo acerca de un pensamiento o fijación mental a un enfoque más positivo y realista, Así, los orígenes descriptivos del término "cambio cognitivo". En la terapia ACT de "tercera ola", practicada por Steven C. Hayes y sus colaboradores en el movimiento de Terapia de Aceptación y Compromiso, el cambio cognitivo se emplea no solo para cambiar de pensamientos negativos por positivos, sino también para pasar a un estado de paz mental. El cambio cognitivo también se emplea de manera bastante dominante en los procedimientos de salud meditativa y de reducción del estrés de los investigadores médicos, como Jon Kabat-Zinn de la Escuela de Medicina de la Universidad de Massachusetts.
El cambio cognitivo se ha convertido en un término común entre los terapeutas, especialmente en la costa oeste, y más recientemente en las discusiones acerca de la metodología de la gestión mental. Más recientemente, el término, como se señaló anteriormente, ha aparecido regularmente en revistas médicas y psiquiátricas, etc.

## Ejemplos de uso
En investigación: el término se ha vuelto bastante común dentro de la investigación psiquiátrica, utilizado de la siguiente manera: "Los hallazgos neuropsicológicos en el trastorno obsesivo-compulsivo (TOC) se explicaron en términos de capacidad de cambio cognitivo reducido como resultado de los niveles bajos de actividad inhibitoria frontal . "
En terapia: en terapia (tal como en el trabajo de Steven Hayes y asociados), a un cliente se le enseña primero a identificar y aceptar un pensamiento o actitud negativa, y luego permitir que el proceso de cambio cognitivo redirija la atención lejos de la fijación negativa, hacia un objetivo u objetivo elegido que sea más positivo, por lo tanto, el "acto de aceptar y elegir" de donde viene el nombre de la terapia ACT. Los estudios cognitivos de las personas de la tercera edad se refieren a "... Cambios cognitivos deteriorados en pacientes con enfermedad de Parkinson en tratamiento anticolinérgico ..." etc.